# Landolt & Cie
Landolt & Cie SA war eine auf die Vermögensverwaltung spezialisierter Schweizer Privatbank. Das Bankhaus war seit 2013 eine Aktiengesellschaft nach Schweizer Recht. Zuvor war sie als Privatbankier in Form einer Kommanditgesellschaft mit damals drei unbeschränkt und solidarisch haftenden Teilhabern unter dem Namen Landolt & Cie, banquiers organisiert. Die Bank wurde 1780 in Lausanne gegründet und war die älteste Vermögensverwaltungsbank der französischsprachigen Schweiz. Nebst dem ehemaligen Hauptsitz in Lausanne bestehen Repräsentanzen in Genf, Sitten, Martigny, Crans-Montana und in Verbier.
Anfang 2021 hat die deutsch-französische ODDO BHF Gruppe die Bankgruppe Landolt & Cie übernommen. Der Name der übernommenen Aktivitäten wurde in ODDO BHF geändert.